# GSC2758-2067
GSC2758-2067 — хімічно пекулярна зоря спектрального класу F0, що має видиму зоряну величину в смузі V приблизно  9,1.